# ARO (Automobilhersteller)

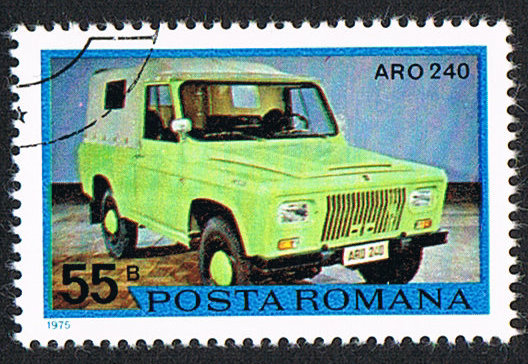
Der ARO 240 auf einer 55 Bani-Briefmarke (1975)

ARO (Auto România) war ein staatlicher Automobilhersteller in Rumänien. Das Werk befand sich auf einer Fläche von etwa 46 Hektar (Lage) an der Europastraße 574 im Norden der Stadt Câmpulung im Kreis Argeș.

## Geschichte
Mit dem Modell „IMS 57“, eine Abkürzung benannt nach dem Staatsbetrieb Intereprinderea Metalurgică de Stat und dem Jahr des Produktionsbeginns (1957), begann die Produktion der ARO-Geländewagen. Das Fahrzeug war eine Weiterentwicklung des sowjetischen Geländewagens GAZ-69. Von 1957 bis 1959 wurden etwa 1500 Fahrzeuge fertiggestellt. Das Modell IMS 57 hatte ein Eigengewicht von 1615 Kilogramm (Zuladung 650 kg) und wurde von einem 50 PS starken (bei 2800 min−1), 3,26-Liter-Vierzylinder-Ottomotor angetrieben. Der Durchschnittsverbrauch des IMS 57 lag bei 24 Liter auf 100 km; die Höchstgeschwindigkeit bei 80 km/h.
1961 wurde mit dem Projekt des Typ „M 461“ begonnen, was 1964 in Serie produziert wurde. 1965 gelang es ARO mit diesem Modell auf dem internationalen Markt 53.000 Fahrzeuge in 55 Länder zu verkaufen, auch die DDR zählte zu den Importeuren. Allein bis 1980 wurden 8000 ARO Geländewagen importiert.
Mit dem ARO 240 gab es Anfang der 1970er Jahre einen neuen Aufbau, zunächst wie bisher mit Planenverdeck. Die Hinterachse war als Starrachse mit Längsblattfedern und schrägliegenden Stoßdämpfern ausgeführt, vorn gab es Einzelradaufhängung mit Doppelquerlenkern, Schraubenfedern und senkrecht angeordneten Stoßdämpfern. Weitere Merkmale des Fahrwerks waren die Schneckenlenkung und eine Trommelbremsanlage. Der wassergekühlte 2,5-l-Vierzylinder-Ottomotor entsprach im Wesentlichen dem des Kleintransporters TV, leistete 75 PS und war mit einem Fallstromvergaser nach Weber-Lizenz bestückt. Über ein per Mittelschalthebel bedientes vollsynchronisiertes Viergang-Getriebe (mit zusätzlichem Geländegang durch ein Verteilergetriebe) wurde die Kraft auf alle Räder (Allradantrieb) übertragen. In einer Sonderwunsch-Ausstattung konnte auch auf Hinterradantrieb umgeschaltet werden. Die Nutzlast betrug 680 kg bei einer Leermasse von 1520 kg, die Höchstgeschwindigkeit betrug 113 km/h. Später wurde die Motorleistung durch erhöhte Verdichtung auf 59 kW (80 PS) gesteigert. Die Vordersitze entsprachen denen des Dacia 1300.

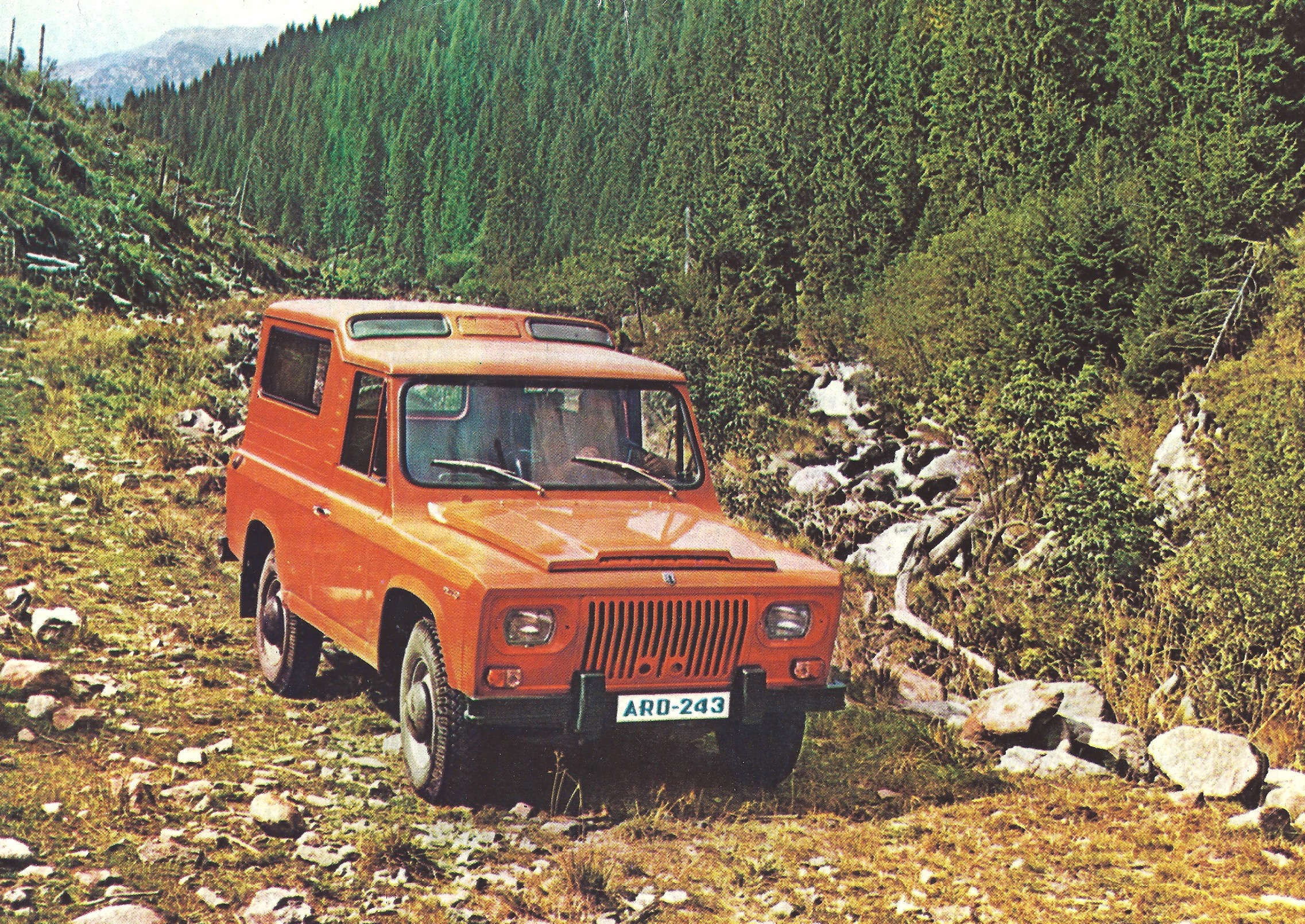
ARO 243

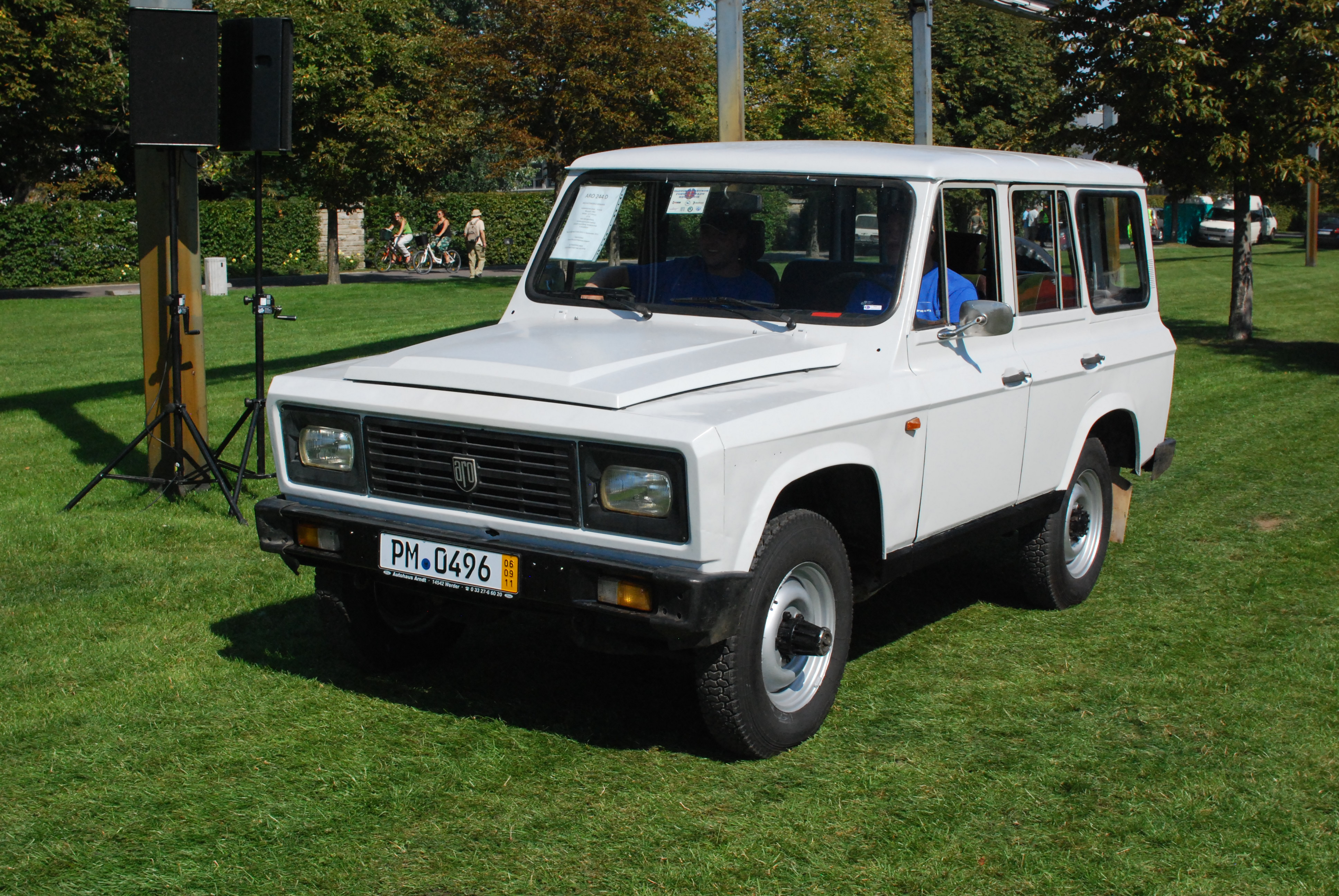
ARO 244

Bis 1978 wurde die Aro-240-Reihe auf fünf Grundmodelle ausgebaut:
- ARO 240: zweitürig, mit Planenverdeck
- ARO 241: viertürig, mit Planenverdeck
- ARO 242: Pick-up
- ARO 243: zweitürig, festes Verdeck mit Stufe im Dach
- ARO 244: viertürig, festes Verdeck

Von der DDR sollen mehr als 2700 ARO 240 importiert worden sein und einige wenige ARO 244. Ab 1985 wurde die spätere Ausführung mit Dieselmotor importiert (bis 1989 gut 2000 Stück). Die Diesel-Variante ging 1979 in Serie.
Ab 1979 wurde zusätzlich der ARO-10 mit 1,3-l-Dacia-Motor gebaut. Dieses Fahrzeug war leichter und hatte eine kürzere Motorhaube. Dieser fand sich auf der Leipziger Messe 1980 als ARO-104.
Im Programm der Marke ARO befanden sich ausschließlich Geländewagen. Bis etwa 1981 konnten diese Fahrzeuge in Rumänien nur von wenigen Privatpersonen gekauft werden, die meisten wurden vom rumänischen Militär erworben. Auch nach 1981 konnten Privatpersonen nur mit Genehmigung des Wirtschaftsministeriums oder Ceaușescus diese Fahrzeuge zum fast Dreifachen des regulären Preises erwerben. Wegen schlechter Geschäftslage des ehemaligen rumänischen Geldinstituts Bancorex geriet das Unternehmen in den 1990er Jahren in finanzielle Schwierigkeiten.
Mehrere Versuche, das Unternehmen zu privatisieren, wurden jedoch von der rumänischen Regierung abgelehnt. Im September 2003 wurde das Unternehmen mit Genehmigung der APAPS (Autoritatea pentru Privatizare și Administrarea Proprietății Statului, zu Deutsch: Behörde für Privatisierung und Verwaltung von Staatseigentum) an John Perez, Vorsitzender einer angeblichen Autofirma Cross Lander in USA, vergeben. Zu dem Zeitpunkt existierte die Cross Lander in den USA noch nicht. In Brasilien baute Perez ein neues Werk, in dem die importierten CKD-Baugruppen aus Rumänien mit einheimischen Motoren ausgestattet wurden. 2004 verkaufte Perez Teile der ARO-Werke mit Genehmigung der Behörde für Privatisierung und Verwaltung von Staatseigentum.
Am 15. Juni 2006 meldete das ARO-Werk Insolvenz an, worauf nach und nach das Anwesen an unterschiedliche Firmen verkauft wurde.
In einem Gespräch mit dem Leiter von AVAS (Autoritatea pentru Valorificarea Activelor Statului; zu Deutsch Behörde für Verwertung von Staatsvermögen) beschuldigte Perez die damaligen Senatoren Nicolae Văcăroiu und Constantin Nicolescu, dass diese einen Austausch der Geschäftsleitung verhindert haben, welche acht Monate lang Fahrzeuge unter Wert – nach Polen (2300 €) und Tschechien (2000 €) – mit Beteiligung der beiden Senatoren verkauft haben.

## Modelle
- IMS 57 (1957–1959): 50 PS
- ARO M 59 (1959–1964): 50 PS bei 2800 min−1; 56 PS bei 2900 min−1[17]
- ARO M 461 (1964–1969): 70 PS bei 3800 min−1 (Motor M207)[18]
- ARO M 461 C (1969–1975): 77 PS bei 4000 min−1 (Motor M207)[19]
- ARO M 473 (1976–1978): 80 PS (weitgehend baugleich mit M 461 bis auf moderneren Motor L25)
- ARO 304 (1977; sieben Sonderanfertigungen für Ceaușescu)[20]
- ARO 306 (1985)
- ARO 244 (1972–1997): 75 bis 90 PS
- ARO 244 (1997–2006): 75 bis 145 PS
- ARO 10 (1980–2006; 54 bis 106 PS)
- ARO 10 Spartana (1997–2006; 62 PS)
- ARO Dragon (1997, Militärfahrzeug)

## Lizenzvergabe
- Portaro in Portugal, fertigte zwischen 1974 und 1998
- Hisparo in Spanien